# Horsnell Gully Conservation Park
Horsnell Gully Conservation Park (anteriormente Horsnell Gully National Park) é uma área protegida na região da Austrália do Sul, na área de Horsnell Gully localizada a cerca de 9 km (5,6 milhas) a leste da capital do estado de Adelaide e cerca de 2,3 km (1,4 milhas) sudoeste de Norton Summit .
Ele contém vários pequenos ravinas que alimentam as planícies de Adelaide, uma pequena cachoeira sazonal e várias trilhas para caminhada, incluindo uma que faz parte da trilha Heysen . Ele fica ao lado do Parque de Conservação Giles, que anteriormente era a parte leste superior do parque de conservação.
O parque de conservação é composto por terrenos nos trechos 609 e 618 na unidade cadastral do Hundred de Adelaide .
A área do parque de conservação com uma área de 282 acres (1.14 km2) inicialmente ganhou status de proteção como um resort de lazer nacional durante 1947 e antes de 6 de agosto de 1947. Em 7 de março de 1963, a seção 609 foi dedicada como parte de uma reserva de vida selvagem proclamada sob o Crown Lands Act 1929. Em 9 de novembro de 1967, toda a terra foi proclamada sob a Lei de Parques Nacionais de 1966 como o Parque Nacional Horsnell . O parque nacional foi novamente proclamado sob o National Parks and Wildlife Act 1972 como Horsnell Conservation Park em 27 de abril de 1972. Em 28 de novembro de 1985, as terras nas seções 1118 e 1119 da Centena de Adelaide foram adicionadas ao parque de conservação. Em 30 de agosto de 2007, o terreno adicionado em 1985 foi constituído separadamente como Parque de Conservação do Giles . A partir de 2018, cobria uma área de 1.37 km2 (0.53 sq mi) .
A totalidade do parque de conservação é agora alugada do governo mensalmente para fins industriais pela vizinha White Rock Quarry, de propriedade da empresa multinacional alemã Heidelberg Cement Group. 10 acres de terra do parque de conservação foram desmatados e usados para armazenamento e despejo de máquinas e veículos antigos. A água da represa do Horsnell Conservation Park também é utilizada pela empresa para a fabricação de concreto.
Há um grupo comunitário, Residents Against White Rock Quarry que está fazendo campanha para a rescisão deste contrato.

Em 1980, o parque foi assim descrito: 
Cobrindo as encostas ocidentais das cordilheiras do Monte Lofty a leste de Adelaide, o Horsnell Gully Conservation Park abrange uma área de terreno acidentado. Faz parte da bacia hidrográfica do Terceiro Riacho, um dos cinco principais afluentes do Rio Torrens . As comunidades de plantas são representadas por associações de casca-de-fibra com sub-bosques esclerófilos e associações de casca lisa ( Eucalyptus camaldulensis, E viminalis e Eucalyptus leucoxylon) em solos mais férteis em altitudes mais baixas. Um sub-bosque de savana de plantas de pastagem exóticas com alguns arbustos é uma característica desta área.
É classificada como área protegida de categoria III da IUCN .  Em 1980, o parque de conservação foi listado no antigo Registro do Patrimônio Nacional . 

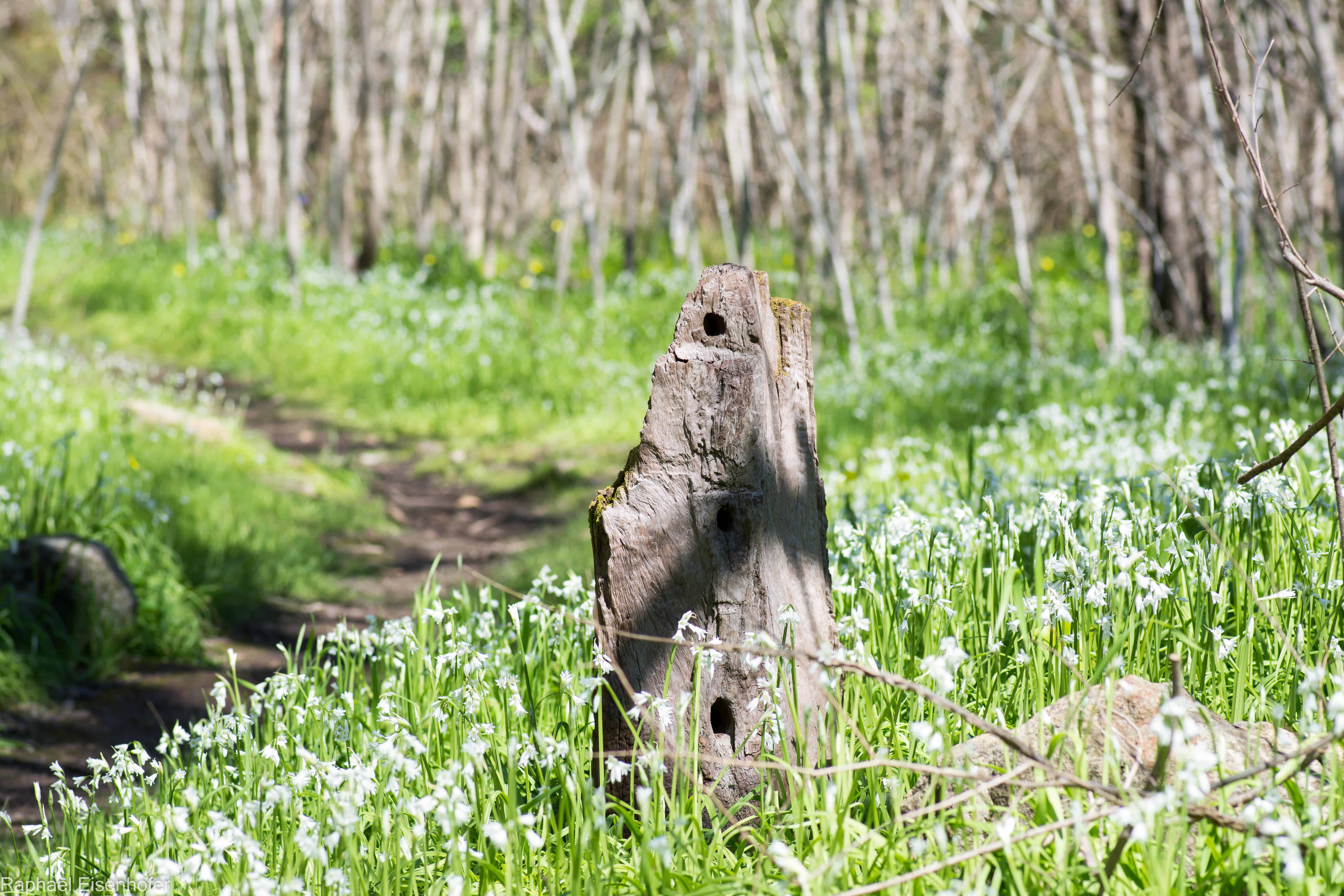
Allium florescendo na caminhada de Horsnell Gulley
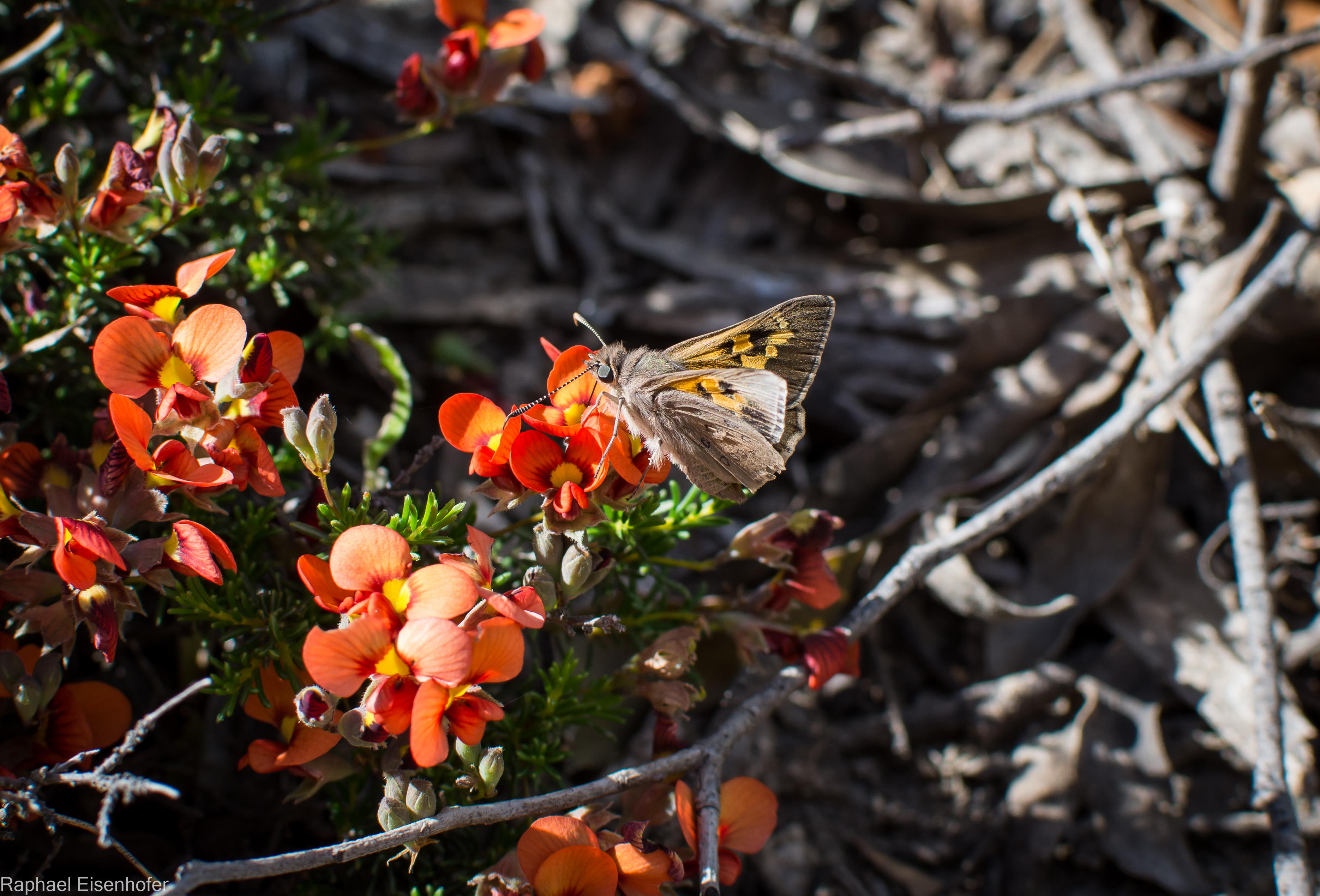
Borboleta desconhecida na caminhada de Horsnell Gulley
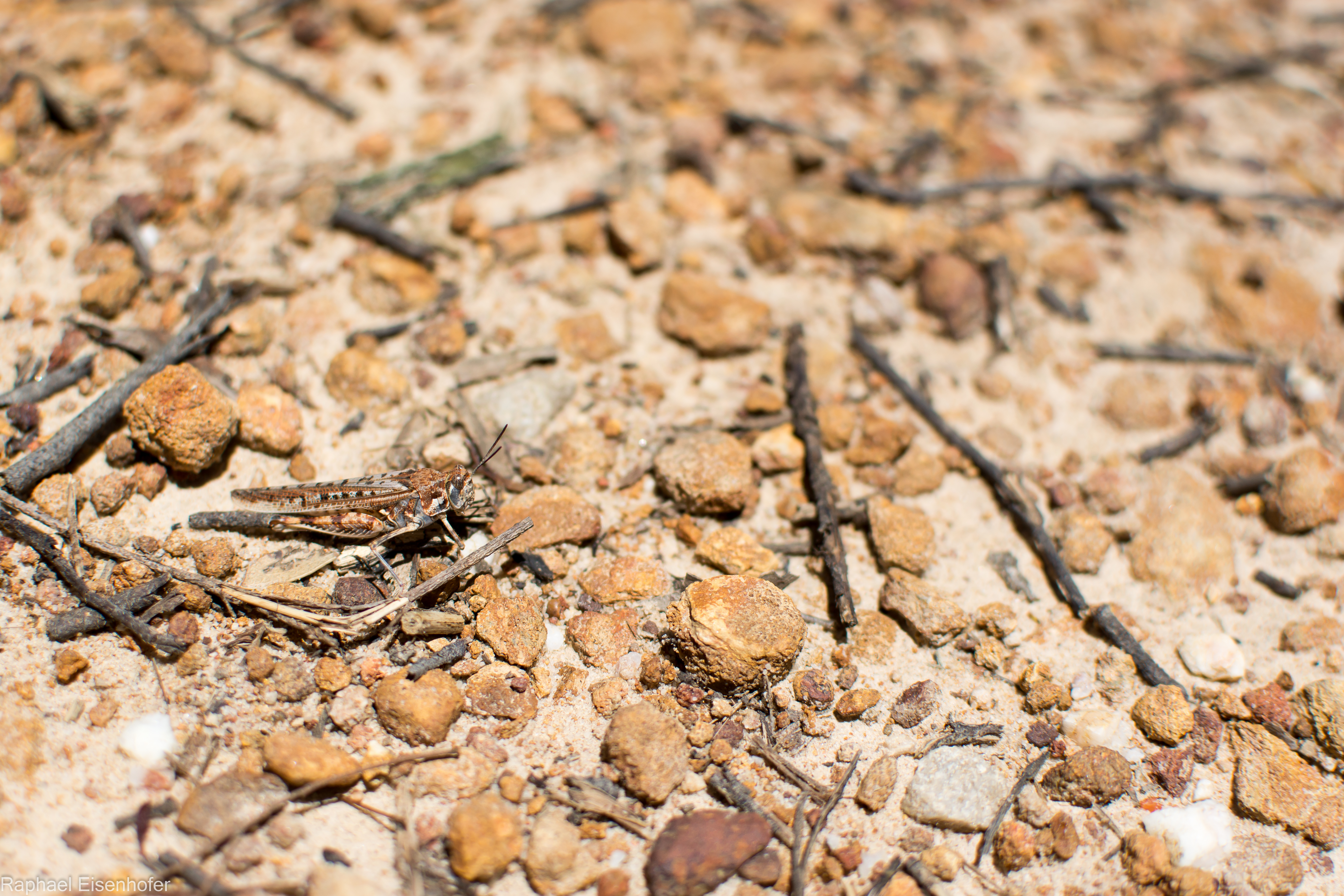
Ortóptero desconhecido na caminhada de Horsnell Gulley